# Ménage (film)
Ménage è un film del 2018 diretto da Angelo Maresca ed è tratto dall'opera omonima di Giuseppe Manfridi.

## Trama
Una vedova incontra uno studioso nella sua villa. I due, estraniandosi dalla realtà, arrivano ad una condizione di pazzia che li porta al gesto estremo.

## Colonna sonora
La colonna sonora è firmata dal compositore Davide Cavuti.